# 华美合兴公司
华美合兴公司（American China Development Company）是一家在清朝從事铁路建設的美國公司，由卡尔文·S·布赖斯負責，于1895年12月正式成立。1898年，該公司获得粤汉铁路修築权。1902年，合兴公司违反《粤汉铁路借款续约》，私下将三分之二股份卖给比利时万国东方公司，引起粤、湘、鄂三省的绅商不满。1905年8月9日，在官方和民众的压力下，合兴公司不得不同意将《粤汉铁路借款筑路合同》注销作废，并批准驻美国公使梁诚与合兴公司签订的《粤汉铁路售路合同》，以675万美元出售了公司在华的所有资产。公司结业时只修了广州到三水段的90华里，以及棠溪站至黄沙车站间的铁路。